# Danmarks Tekniske Universitet

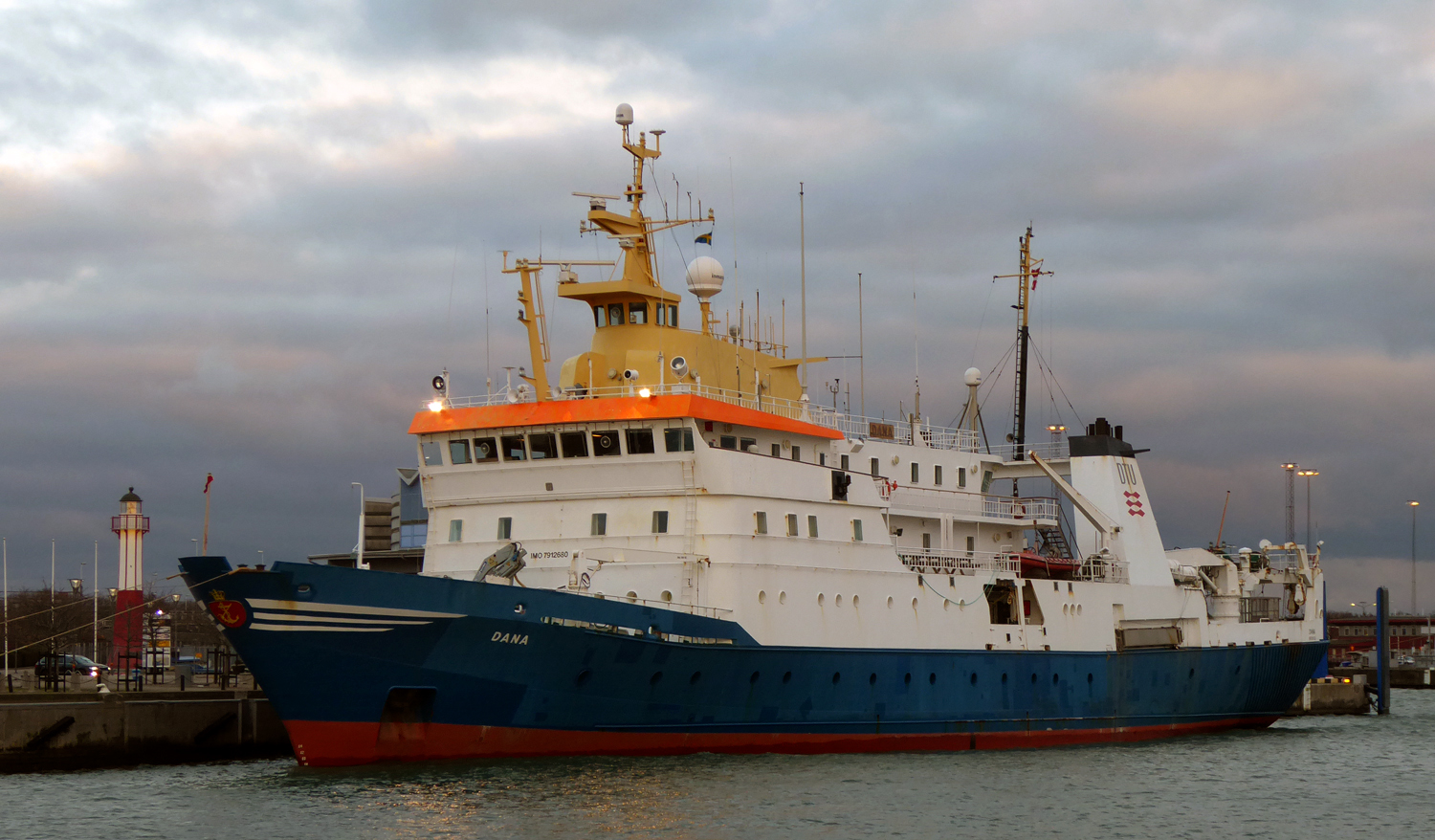
R/V Dana är DTU's forskningsfartyg, här på besök i Ystad 18 nov 2016.

Den Polytekniske Læreanstalt, Danmarks Tekniske Universitet (i dagligt tal Danmarks Tekniske Universitet eller förkortat DTU, eng.: Technical University of Denmark) är ett statligt danskt universitet i Kongens Lyngby norr om Köpenhamn med huvudsaklig inriktning på teknik och naturvetenskap.

## Historia

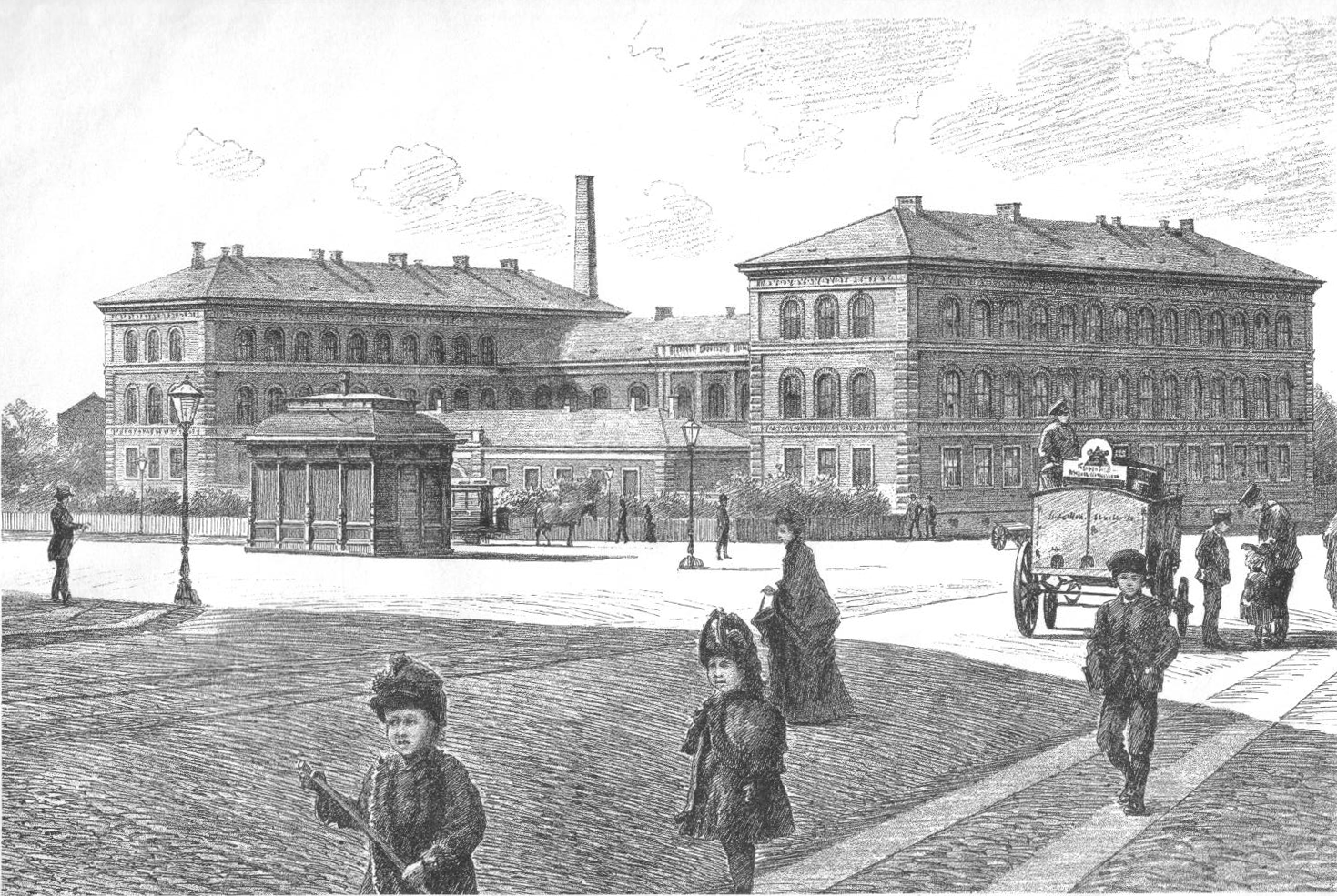
Polyteknisk Læreanstalt på Sølvgade år 1899

DTU grundades den 27 januari 1829 av fysikern H.C. Ørsted under namnet Den Polytekniske Læreanstalt, som i början dock hörde till Köpenhamns universitet. Enbart två ingenjörsutbildningar fanns i början, nämligen tillämpad naturvetenskap och mekanik.
Fram till 1889 hade skolan lokaler på gatan Studiestræde och i J.D. Herholdts komplex på Sølvgade vid Botanisk Have (Köpenhamn) som 1930 utvidgades med en anläggning på Øster Voldgade genom arkitekt C.O. Gjerløv-Knudsen. Man blev senare trångbodda i lokalerna och under perioden 1962-1974 flyttades universitetet till Lundtoftesletten, där tidigare Lundtofte Flyveplads legat, vid Kongens Lyngby.
Namnet Danmarks Tekniske Højskole (DTH) användes första gången officiellt 1933 och byttes 1994 till Den Polytekniske Læreanstalt Danmarks Tekniske Universitet, som i dagligt tal förkortas til Danmarks Tekniske Universitet eller DTU.